# Paula María Agulló Pelegrin
Paula María Agulló Pelegrin (geboren am 10. Juni 2005 in Elche) ist eine spanische Handballspielerin. Sie wird auf der Spielposition Rechtsaußen eingesetzt.

## Vereinskarriere
Paula Agulló spielt für atticgo Balonmano Elche in der División de Honor, der ersten spanischen Liga.
Sie spielt mit dem Team aus Elche auch in europäischen Vereinswettbewerben, so in der EHF European League und im EHF Challenge Cup.

## Auswahlmannschaften
Agulló lief am 28. Oktober 2022 erstmals für eine Auswahlmannschaft der RFEBM auf. Sie wurde von da an bis Juni 2024 in 29 Partien der Juniorinnen-Nationalmannschaft eingesetzt und erzielte dabei 52 Tore. Mit der Auswahl nahm sie an der U-20-Weltmeisterschaft 2024 (17. Platz) teil.
Im Oktober 2024 wurde sie erstmals für die spanische Nationalmannschaft aufgeboten. Mit der Auswahl nahm sie an der Europameisterschaft 2024 teil.

## Erfolge
- EHF European Cup 2024